# James Grimston (3e vicomte Grimston)
Pour les articles homonymes, voir Grimston.
James Bucknall Grimston, 3e vicomte, Grimston (9 mai 1747 - 30 décembre 1808) est un pair britannique, héritier de sa pairie irlandaise et membre du Parlement.

## Biographie

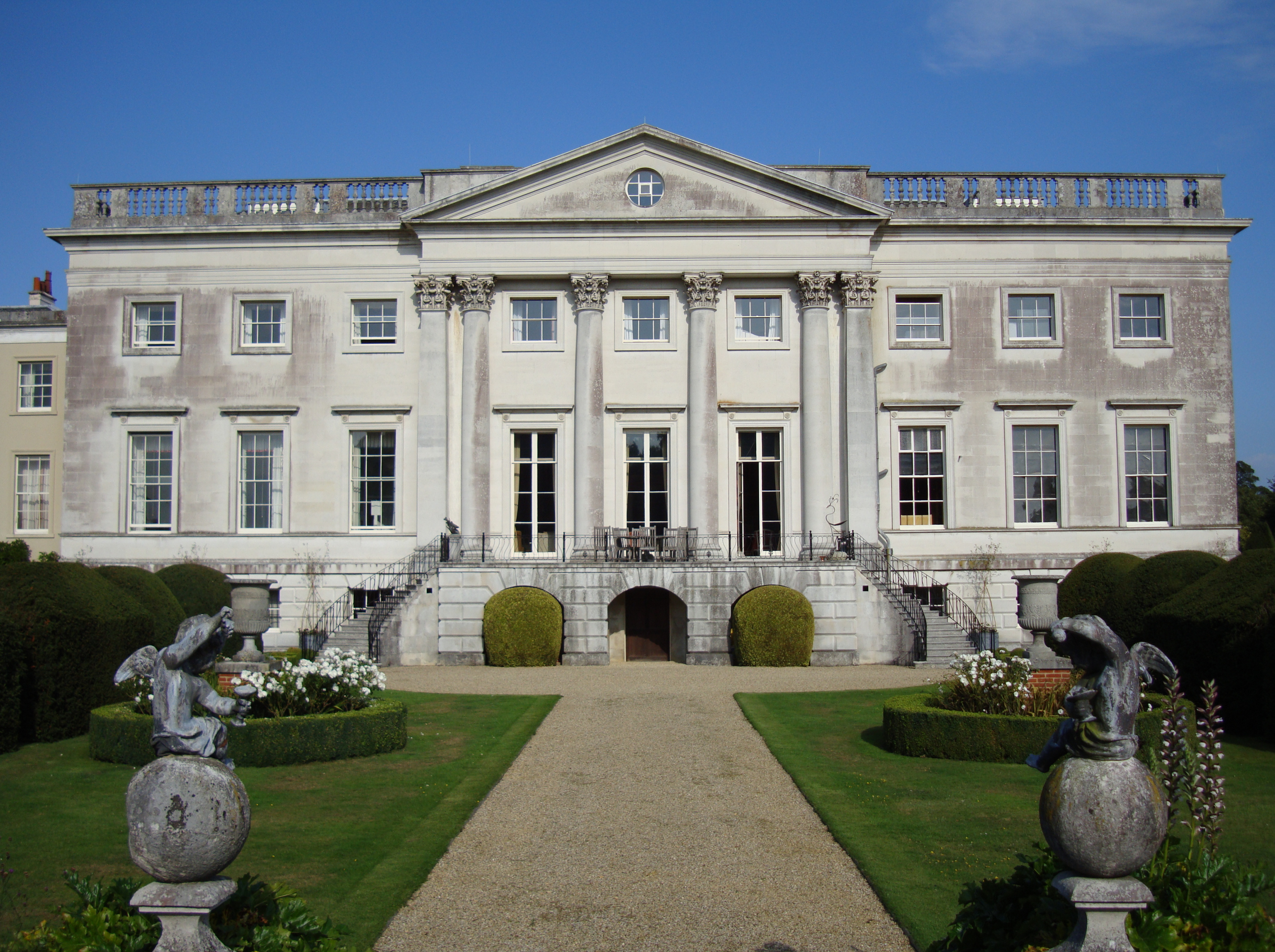
La "nouvelle" maison de Gorhambury construite par le vicomte Grimston de 1777 à 1784.

Il est le fils de James Grimston (2e vicomte Grimston) et de Mary Bucknall. Il fait ses études au Collège d'Eton et à Trinity Hall, à Cambridge. Il succède à son père dans la vicomté en 1773, mais comme il s’agissait d’une pairie irlandaise, cela ne lui donne pas droit à un siège à la Chambre des lords. Il est élu à la Chambre des communes pour St Albans en 1783, poste qu'il occupe jusqu'à l'élection de l'année suivante, où il représente le comté du Hertfordshire de 1784 à 1790. En 1790, il est créé baron Verulam, de Gorhambury dans le comté de Hertford, dans la Pairie de Grande-Bretagne, qui lui octroie un siège à la Chambre des lords.
Lord Grimston épouse Harriot Walter (1756-1786), fille d'Edward Walter de Bury Hill, Westcott, Surrey et Harriot Forrester, fille de George Forrester, 5e Lord Forrester. Il meurt en décembre 1808 à l'âge de 61 ans. Son fils James Grimston (1er comte de Verulam), nommé comte de Verulam en 1815, lui succède.

## Remarques
- (en) Cet article est partiellement ou en totalité issu de l’article de Wikipédia en anglais intitulé « James Grimston, 3rd Viscount Grimston » (voir la liste des auteurs).

1. ↑  James Grimston (3e vicomte Grimston) dans (en) J. Venn et J. A. Venn, Alumni Cantabrigienses, Cambridge, Angleterre, Cambridge University Press, 1922–1958 (ouvrage en 10 volumes)
2. ↑  H.E. Malden (editor), « The hundred of Wotton: Introduction and map », A History of the County of Surrey: Volume 3, Institute of Historical Research, 1911 (consulté le 28 décembre 2013)